# Das Ende vom Liede (film 1915)
Das Ende vom Liede è un film muto del 1915 diretto da Rudolf Biebrach. Il nome del regista appare nel cast degli attori, accanto a quello di Henny Porten che fu anche la sceneggiatrice del film.

## Produzione
Il film fu prodotto dalla Messter Film.

## Distribuzione
Il film - un mediometraggio di 43 minuti - uscì nelle sale cinematografiche tedesche il 19 febbraio 1915, presentato al Wittelsbach-Lichtspiele di Berlino. In Danimarca, dove fu distribuito con il titolo Hvad Slotssøen gemte, fu presentato il 13 maggio di quello stesso anno.